# Baldeborn
 Baldeborn ist ein Stadtteil von Meschede im nordrhein-westfälischen Hochsauerlandkreis. Der 470 Morgen große Bauernhof mit Herrenhaus und Kapelle liegt etwa 1,5  Kilometer nordöstlich von Remblinghausen und 1 Kilometer westlich von Löllinghausen. Der Ort liegt an der L 915.

## Geschichte
Baldeborn war ein alter Rittersitz. Er wurde früher auch Balmern und Balbern genannt. Um 1370 löste die Familie Wesseler die Ritterfamilie von Baldeborn ab. Nachfolgend kam das Gut in den Besitz der Familie von Ostendorf. Herbold von Lohn wurde nach 1600 der Herr von Baldeborn, bevor das Rittergut gegen Ende des 17. Jahrhunderts in den Besitz der Familie von Gaugreben zu Valme gelangte. Vor 1830 erwarb der damalige Pächter das 460 Morgen große Gut, womit seine Eigenschaft als Rittergut endete.